# Marcin Leśkiewicz
Marcin Leśkiewicz (ur. ok. 1974) – polski dziennikarz, prezenter telewizyjny, wydawca programów informacyjnych.

## Życiorys
Karierę dziennikarską rozpoczął w 1993 w Programie IV Polskiego Radia. W latach 1994–1997 pracował w Rozgłośni Harcerskiej, a w latach 1997-2000 w sekcji polskiej BBC jako reporter, depeszowiec i wydawca dzienników informacyjnych. Jednocześnie od stycznia do lipca 2000 pracował w telewizji Canal+ jako dziennikarz i prezenter serwisów informacyjnych w programie Tomasza Raczka Nigdzie indziej. W latach 2001–2004 wydawca i szef działu depeszowców w Radiu Zet. Od sierpnia 2004 do grudnia 2005 był dziennikarzem i prezenterem programu Uwaga! w telewizji TVN. Wraz z Ryszardem Cebulą nominowany do nagrody Telekamery w 2005. Od stycznia 2006 pracował w TVP, najpierw jako wydawca i prezenter Panoramy w TVP2, a od października 2006 jako wydawca i prezenter Wiadomości w TVP1. W wyniku konfliktu etycznego z ówczesnym kierownictwem Wiadomości - Dorotą Macieją, Patrycją Kotecką i Jarosławem Grzelakiem 16 lipca 2007 został zwolniony z przez ówczesnego prezesa TVP Andrzeja Urbańskiego. Gazeta Wyborcza, Rzeczpospolita i Dziennik szeroko opisywały postawę Leśkiewicza w czasie redagowania Wiadomości, kiedy - jak pisano - nie chciał się godzić na manipulacje polityczne przy tworzeniu materiałów. Od listopada 2007 jest wydawcą Poranka TVN24. Od października 2008 prowadził w TVN24 program Barometr, podsumowujący wydarzenia tygodnia.